# Quick Change (Band)
Quick Change ist eine US-amerikanische Thrash-Metal-Band aus Markham, Illinois, die im Jahr 1983 gegründet wurde, sich 1991 auflöste und 2000 wieder zusammenfand.

## Geschichte
Die Band wurde im Jahr 1983 gegründet, wobei die Gruppe zu diesem Zeitpunkt noch bekannte Heavy-Metal-Stücke coverte. Die Band bestand aus Sänger Dwayne Whitehead, den Gitarristen Dubs Anderson und Mike McCarthy, Bassist Mike Saint und Schlagzeuger John Kruczek. Nachdem eine erste Single aufgenommen wurde, die kaum Beachtung fand, folgten in den Jahren 1985, 1987 und 1988 jeweils ein Demo, sowie einige Auftritte mit Bands wie Death oder Zoetrope. Durch das letzte Demo F.U.N. erreichte die Band einen Vertrag bei Roadrunner Records, worüber noch im selben Jahr das Debütalbum Circus of Death erschien. Nach weiteren Auftritten löste sich die Band im Jahr 1991 auf.
Im Jahr 2000 fand die Band wieder zusammen mit drei Gründungsmitgliedern sowie Sänger Russ Barron und Bassist Chris Harbin. Es folgten zwei Studioalben Money, Lust & Greed (2001) und IV Life (2003) in Eigenveröffentlichung, sowie im Jahr 2004 das Live-Album Live at the Metro.

## Stil
Die Band spielte klassischen Thrash Metal, wobei der Gesang besonders hoch ausfiel. Die Musik erinnert tempo- und rhythmusmäßig an die frühen Anthrax, während gesanglich Parallelen zu Overkill hörbar sind.

## Diskografie
- 1985: Demo '85 (Demo, Eigenveröffentlichung)
- 1987: Injected Metal in Your What? (Demo, Eigenveröffentlichung)
- 1988: F.U.N. (Demo, Eigenveröffentlichung)
- 1988: Circus of Death (Album, Roadrunner Records)
- 1990: Unreleased EP (Demo, Eigenveröffentlichung)
- 2001: Money, Lust & Greed (Album, Eigenveröffentlichung)
- 2003: IV Life (Album, Eigenveröffentlichung)
- 2004: Live at the Metro (Live-Album, EMusicLive)